# Solenopsis xyloni
Solenopsis xyloni (лат.) — вид жалящих муравьёв из группы опасных огненных муравьёв (Solenopsis, Solenopsidini). Северная Америка. 

## Описание
Длина полиморфных рабочих 1,6—5,8 мм (самки до 8 мм), окраска от желтовато-красной до чёрной. Усики 10-члениковые с булавой из двух сегментов. Проподеум невооружённый, без зубцов или шипиков. Между грудкой и брюшком расположен тонкий стебелёк, состоящий из двух члеников (петиоль + постпетиоль).
Диплоидный набор хромосом 2n = 32.

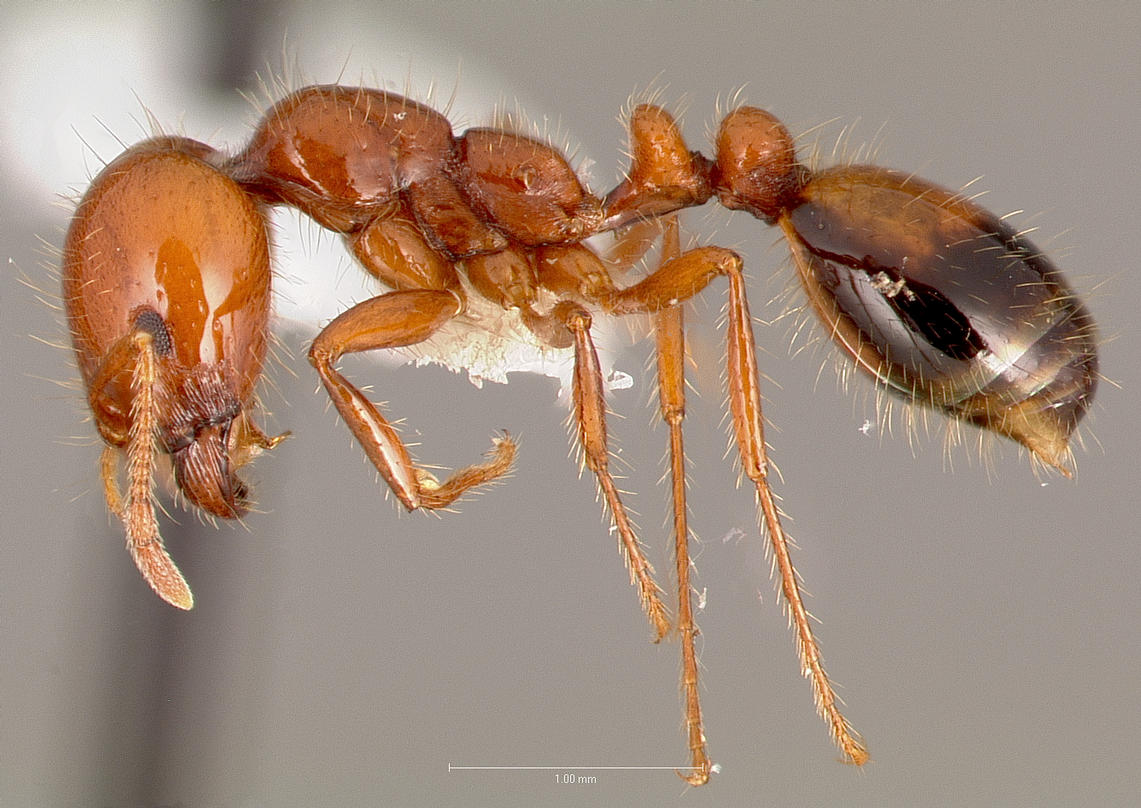
Рабочий. Вид сбоку
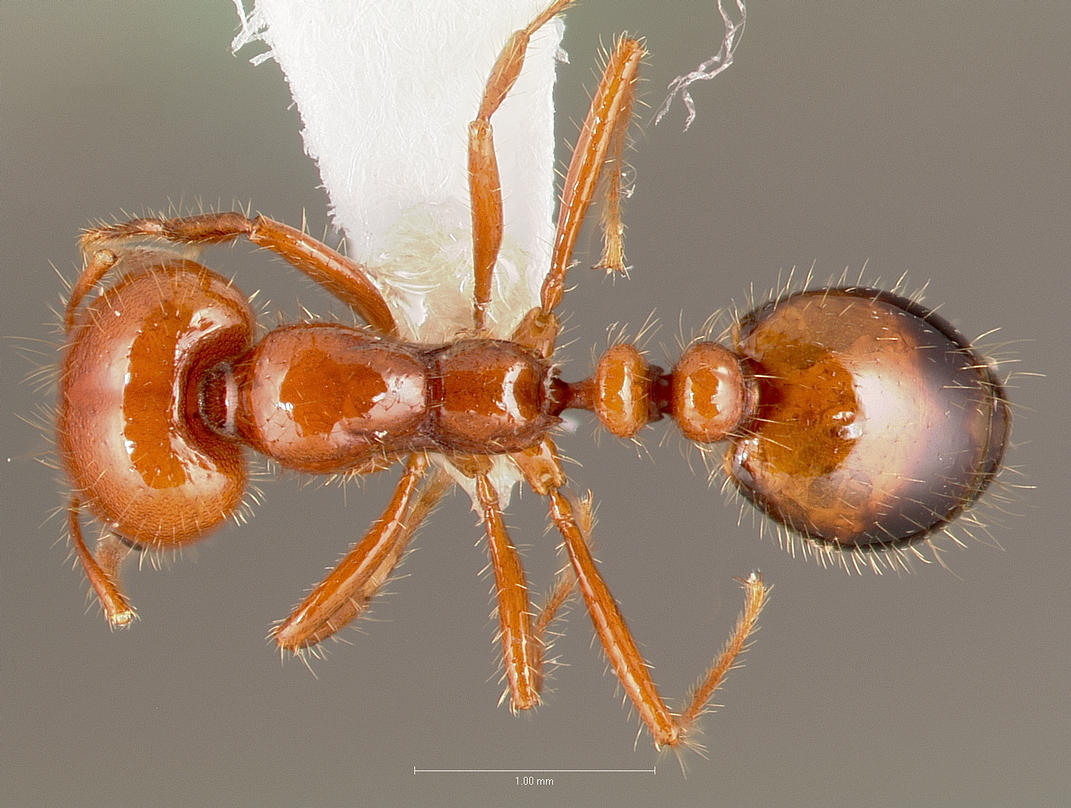
Вид сверху
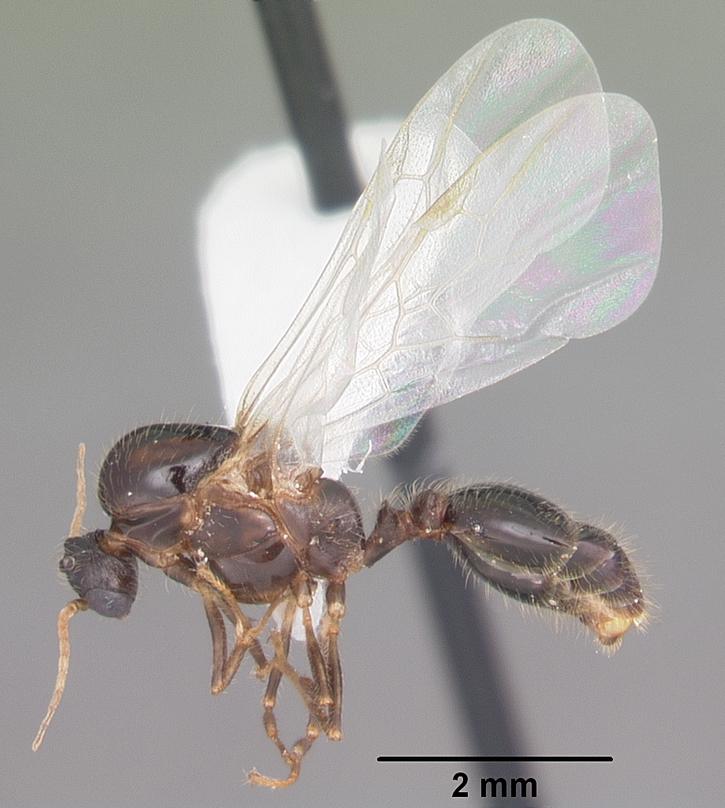
Самец. Вид сбоку
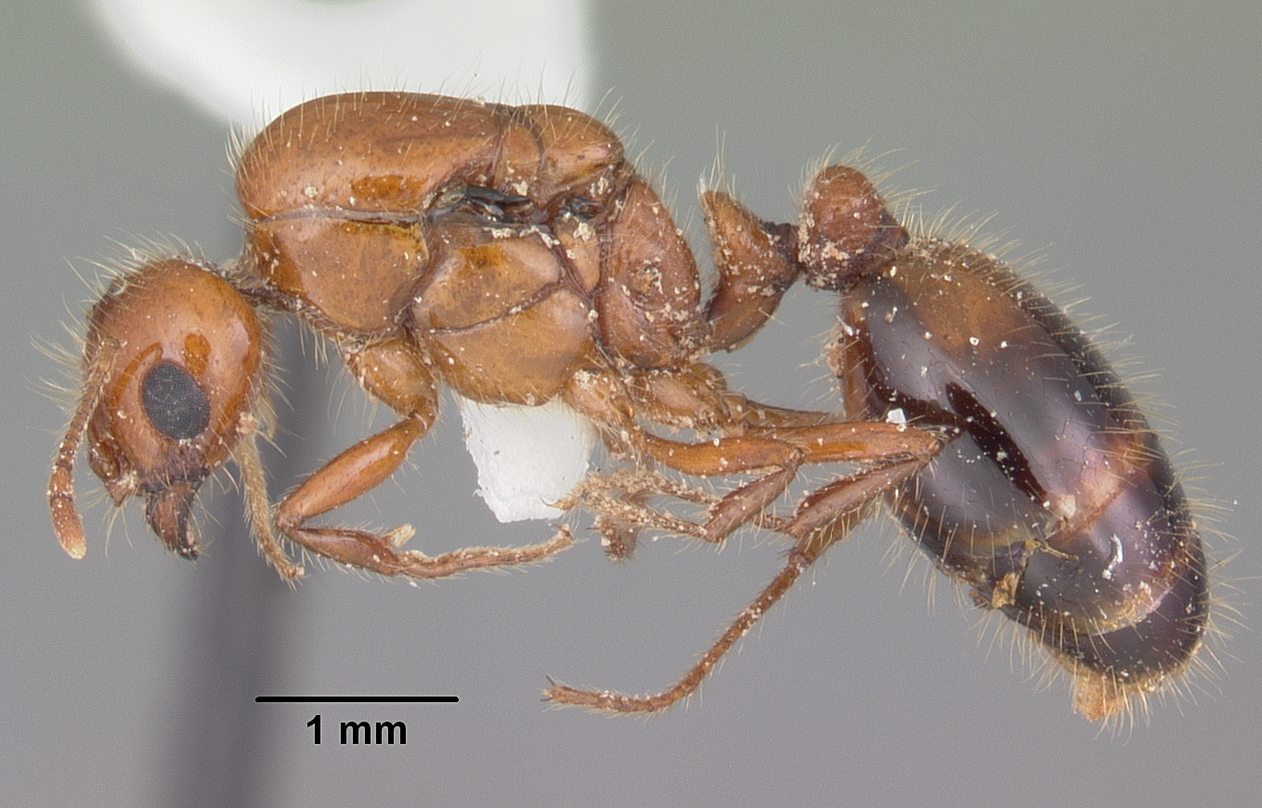
Самка. Вид сбоку
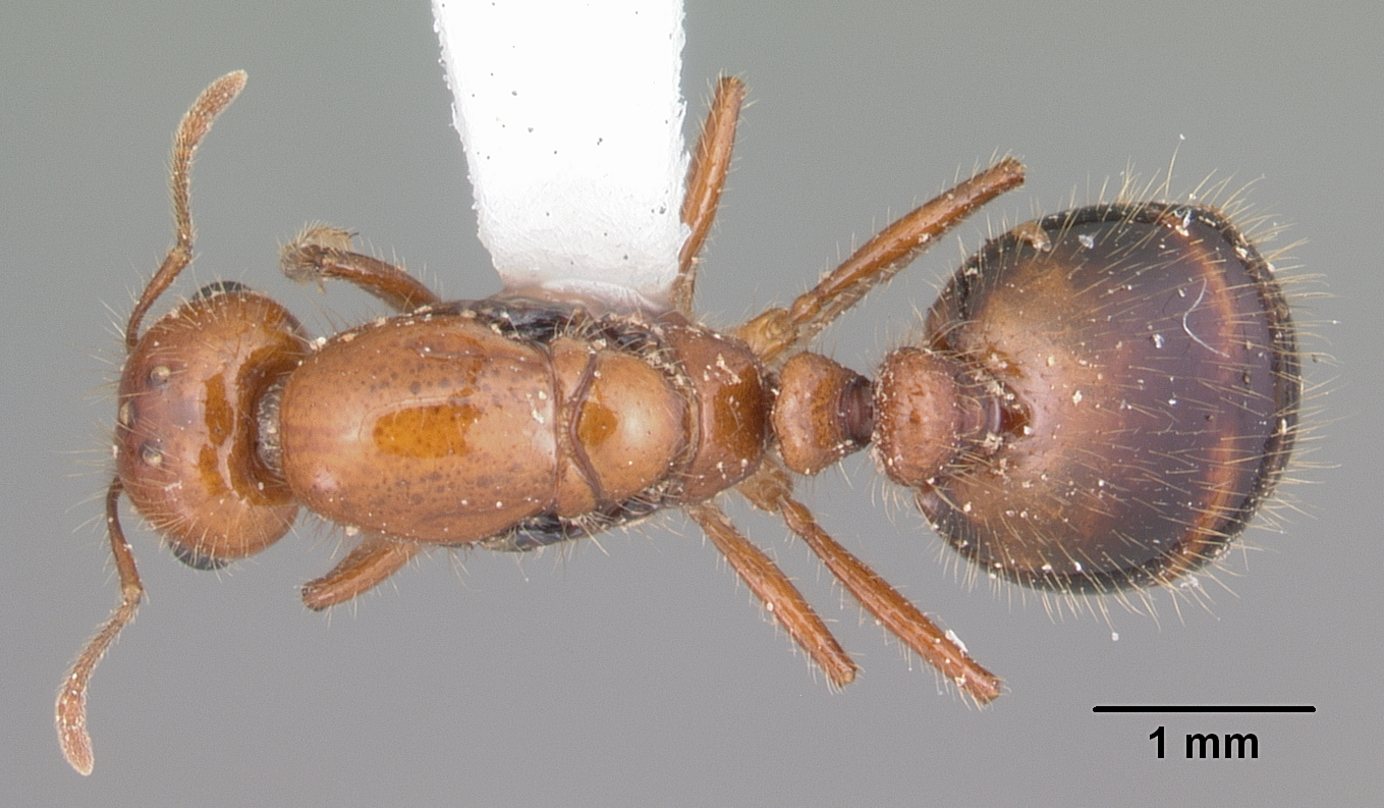
Вид сверху

## Распространение
Встречается в Мексике и США.

## Систематика
Вид был впервые описан в 1879 году, затем в 1893 году (Dalla Torre, 1893) сведен в синонимы к Solenopsis geminata, а в 1910 году американский мирмеколог Уильям Уилер придал ему статус подвида (Solenopsis geminata xyloni). В современном статусе самостоятельного вида с 1930 года (Creighton, 1930).
Кладистический анализ с использованием данных ДНК показал, что Solenopsis xyloni вместе с тропическим огненным муравьём (Solenopsis geminata) относится к комплексу близких видов Solenopsis geminata complex (Solenopsis aurea, Solenopsis geminata, Solenopsis xyloni и другие виды), который вместе с красным огненным муравьём (Solenopsis invicta) и несколькими родственными видами (Solenopsis saevissima Smith, 1855, Solenopsis daguerrei Santschi, 1930, Solenopsis richteri Forel, 1909, и другими) относится к группе видов Solenopsis saevissima species-group.